# アントン・フレデリク・ブルーン
アントン・フレデリク・ブルーン（Anton Frederik Bruun、1901年12月14日 - 1961年12月13日）は、デンマークの海洋学者、魚類学者。

## 生涯
1901年12月14日、デンマークのイェリングで農場主の父 Anton Frederik Bruun（本人と同名）と母 Maren Kirstine Nielsen の間に長男として生まれた。子供時代にポリオに罹って苦しみ、農業ではなく学問への道に進むことになった。1920年に全寮制のソーレ学校（ Sorø Akademi）を卒業後コペンハーゲン大学に学び、1926年に動物学の修士号、1935年に博士号を取得した。博士号取得以前よりデンマーク水産研究所で仕事を始めており、研究所の北大西洋航海では著名な研究者らと接して多くを学んだ。
1928年から1930にかけては、世界を一周した第3次ダナ遠征（Dana Expedtion）に参加し、そこで海洋生物学や海洋学、および海洋調査技術に関する知識を更に深めた。その後の数年間は、ダナ遠征で得られた豊富な材料を用いてトビウオ科の研究に費やし、その成果は1935年に「Flying-Fishes ( Exocoetidae ) of the Atlantic : Systematic and Biological Studies（大西洋産トビウオ科（ Exocoetidae）: 分類および生物学的研究）」としてダナ遠征の報告書の一部として出版された（Dana-report No.6: pp.1-106）。
1938年にコペンハーゲン大学動物学博物館（University of Copenhagen Zoological Museum）の学芸員になり、のちには海洋学の講師も務めた。1945年から1946年にかけて西アフリカ沿岸の大陸棚調査を目的としたアトランタイド遠征（Atlantide-ekspeditionen / Atlantide Expedition ）では調査団長として参加し、続いて1950年から1952年にかけての第2次ガラテア号世界周航深海調査でも調査団長を務めた。このガラテア号の航海では初めて大深度の海溝内の調査も行い、そこにはそれまで知られていなかった他とは異なる特殊な生物相が存在することを明らかにした。この大深度の帯域は彼によって「超深海帯」（hadal zone）と名付けられた。
彼はまた海洋学関連の国際組織作りにもリーダーシップを発揮し、最後の10年間は海洋研究科学委員会（ SCOR :  Scientific Committee on Oceanic Research ）、国際海洋科学諮問委員会（ IACMS : International Advisory Committee on Marine Sciences ）、国際生物海洋学協会（ IABO : International Association of Biological Oceanography ）などを立ち上げるために尽力した。1960年創設のユネスコの政府間海洋学委員会（ IOC : Intergovernmental Oceanographic Commission）でも創設のための主導的な役割を果たし、その初代委員長に選出された。しかし翌1961年12月13日、60歳の誕生日の前日に59歳で多くの人々に惜しまれながら亡くなった。

## ブルーンを記念する名称

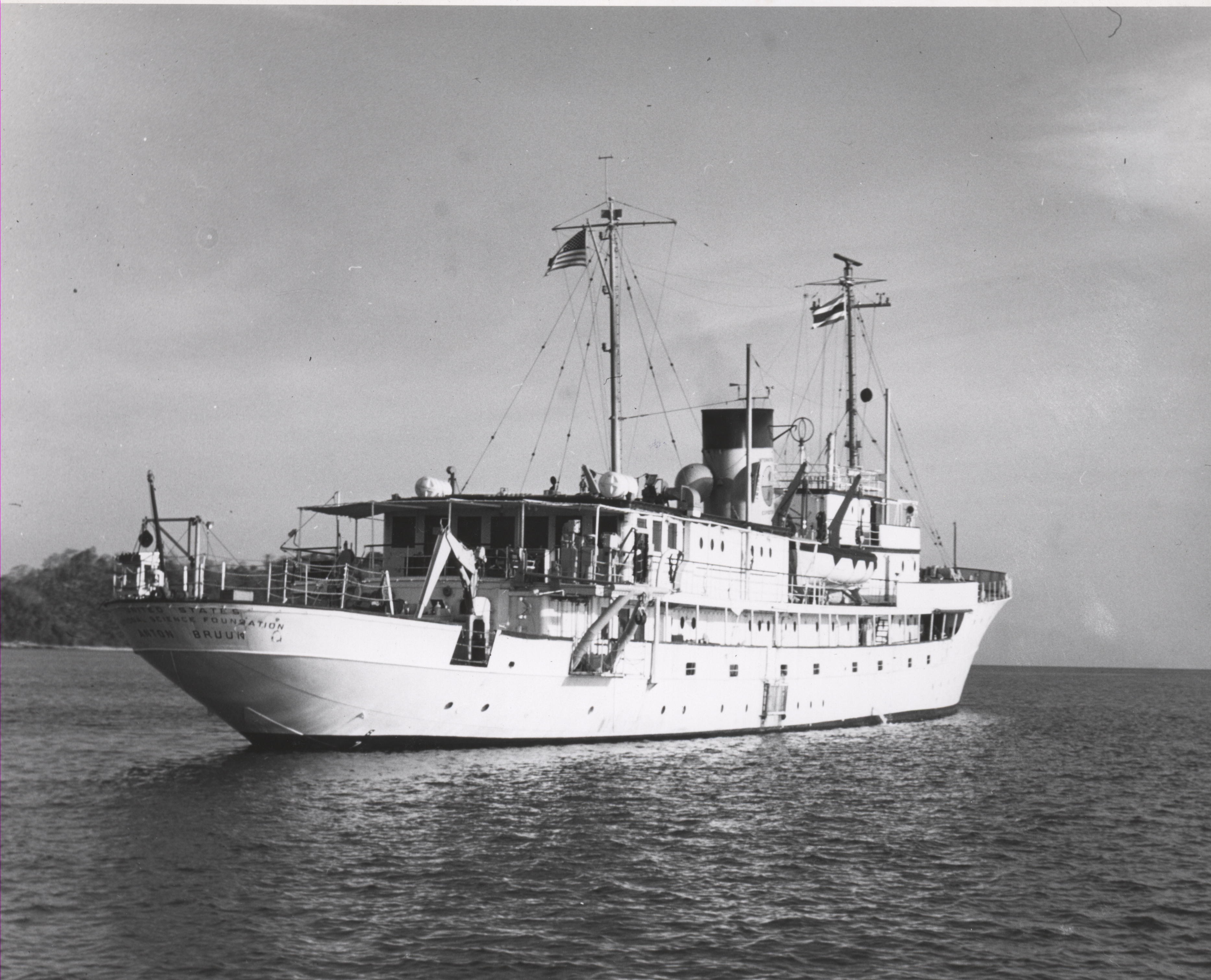
調査船アントン・ブルーン号

アントン・ブルーンメダル
ブルーンが初代委員長を務めたユネスコの政府間海洋学委員会（ IOC ）では、半年に一度の総会を経て隔年で海洋科学に功績のあった研究者に氏の名を冠したアントン・ブルーンメダルを授与している。
アントン・ブルーン号
米国大統領専用ヨット「USS Williamsburg」を改造したウッズホール海洋研究所の調査船は「アントン・ブルーン号 R/V Anton Bruun 」と名付けられた。
海洋音響実験所 アントン・ブルーン
デンマークのストリブ（Strib）に1962年に開設された水中生物音響研究施設はブルーンを記念して「Station Oceanographique Anton Bruun」と名付けられた。のちに「Strib porpoise research station（”ストリブ ネズミイルカ研究所”）」に改称され、1974年に施設は閉鎖されたが、飼われていた動物とともに研究は南デンマーク大学に引き継がれて、1983年まで続けられた。
学名
生物の学名にもブルーンに献名されているものが複数あり、種小名が bruuni や antonbruuni の種のほか、Antonbruunia や Bruunellia などの属名もある。それらの多くは彼の没後に献名されたものである。
渦鞭毛藻
- Gonyaulax bruunii F.J.R.Taylor, 1976 （ゴニオラックス科）

珪藻
- Neidium bruunii Foged, 1957 （ハネフネケイソウ科）

海綿動物
- Abyssocladia bruuni Lévi, 1964 （エダネカイメン科）

刺胞動物
- Dendronephthya bruuni Verseveldt & van Ofwegen, 1991 （チヂミトサカ科）
- Corymbophyton bruuni (Bayer, 1995) （ Corymbophytidae 科）
- Earleria bruuni (Navas, 1969) （クロメカキクラゲ科）

扁形動物
- Glandulocephalus bruuni Unnithan, 1972 （Ancyrocephalidae 科）

環形動物
- Ninoe bruuni Gallardo, 1968 （ギボシイソメ科）
- Bruunilla Hartman, 1971 （ウロコムシ科）
- Nephtys bruuni Kirkegaard, 1995 （シロガネゴカイ科）
- Antonbruunidae Fauchald, 1977 （サシバゴカイ目の科）
- Antonbruunia Hartman & Boss, 1966 （上記 Antonbruunidae 科の唯一の属）
- Galathealinum bruuni Kirkegaard, 1956 （シボグリヌム科）
- Galatheabdella bruuni Richardson & Meyer, 1974 （ウオビル科）
- Bruunellia Zenkevitch, 1966 （ボネリムシ科）
- Choanostomellia bruuni (Zenkevitch, 1964) （ボネリムシ科）

軟体動物

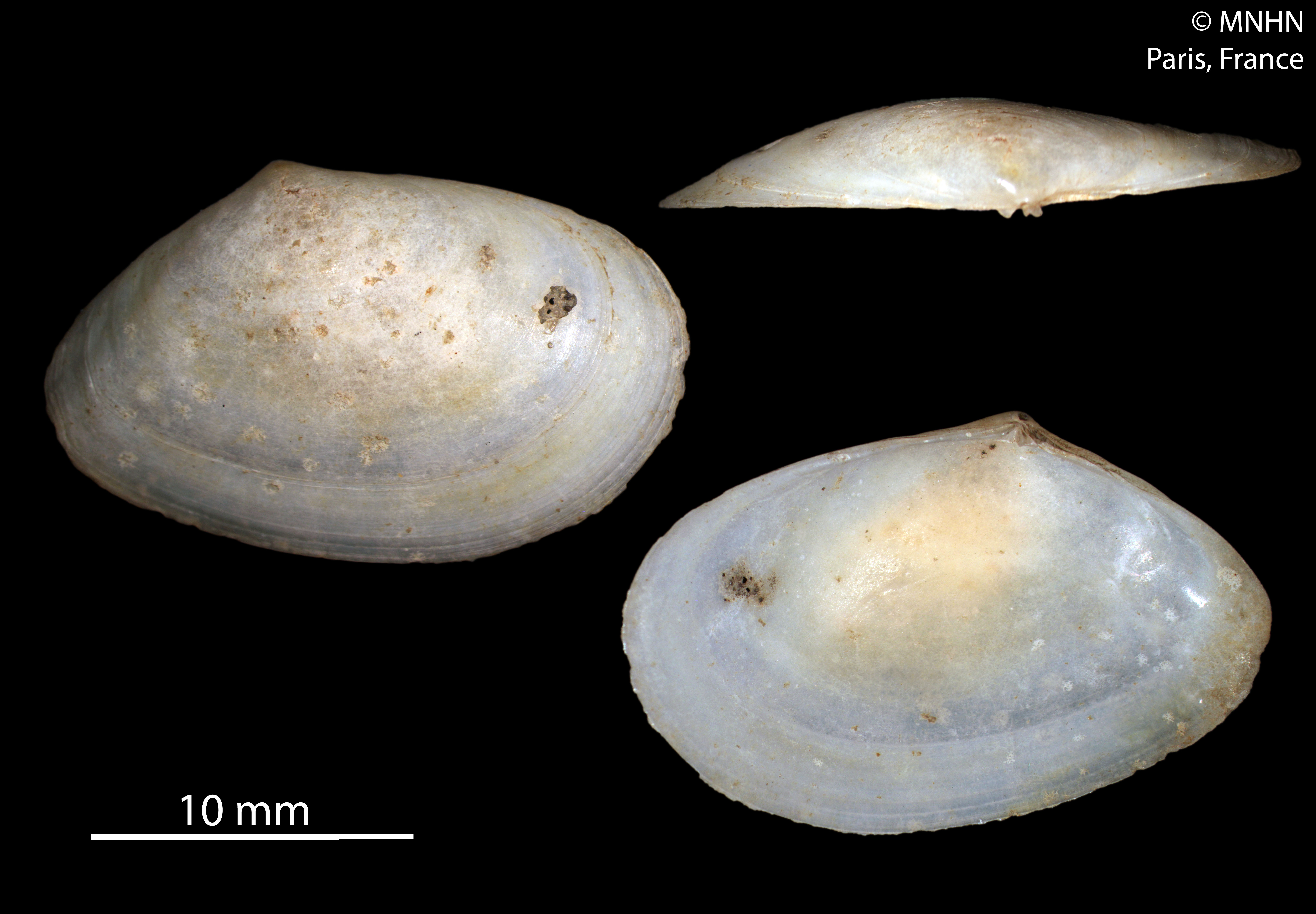
Macomopsis bruuni (Nicklès, 1955)

- Neopilina bruuni Menzies, 1968 （ネオピリナ科）
- Nassarius bruuni Adam & Knudsen, 1984 （ムシロガイ科）
- Morum bruuni (Powell, 1958) （ショクコウラ科）
- Conus bruuni Powell, 1958  ハデキノシタイモ（イモガイ科）
- Drillia bruuni Knudsen, 1952 （ツノクダマキ科）
- Admete bruuni Knudsen, 1964 （コロモガイ科）
- Histiobranchus bruuni Castle, 1964 （ゴマフイカ科 シラタマイカの異名）
- Opisthoteuthis bruuni (Voss, 1982) （メンダコ科）
- Cardiomya bruuni Dell, 1956 （シャクシガイ科）
- Vesicomya bruuni Filatova, 1969 （オトヒメハマグリ科）
- Macomopsis bruuni (Nicklès, 1955) （ニッコウガイ科）
- Lutraria bruuni Powell, 1967 （バカガイ科）

線形動物
- Deontostoma bruuni (Wieser, 1956) （Leptosomatidae 科）
- Thoracostoma bruuni Wieser, 1956 （Leptosomatidae 科）

節足動物
- Copidognathus bruuni Newell, 1967 （ダニ目 ウシオダニ科）
- Colossendeis bruuni Fage, 1956 （オオウミグモ科）
- Anoplodactylus bruuni Child, 1992 （ホソウミグモ科）
- Bruuniella Poulsen, 1965 （Cylindroleberididae 科）
- Hadacypridina bruuni Poulsen, 1962 （ウミホタル科）
- Dendromunna bruuni George, 2004 （Dendrotionidae 科）
- Haploniscus bruuni Menzies & George, 1972 （Haploniscidae 科）
- Ischnomesus bruuni Wolff, 1956 （Ischnomesidae 科）
- Epimeria bruuni J.L. Barnard, 1961 （ヨロイヨコエビ科）
- Hippomedon bruuni (Reid, 1951) （タカラソコエビ科）
- Bruunosa Barnard & Karaman, 1987 （Tryphosidae 科）
- Bruunosa bruuni (Dahl, 1959) （Tryphosidae 科）
- Urocaridella antonbruunii (Bruce, 1967) （テナガエビ科）
- Munida antonbruuni (Tirmizi & Javed, 1980) （チュウコシオリエビ科）
- Chinommatia bruuni (Serène, 1964) （カマトガニ科）

棘皮動物

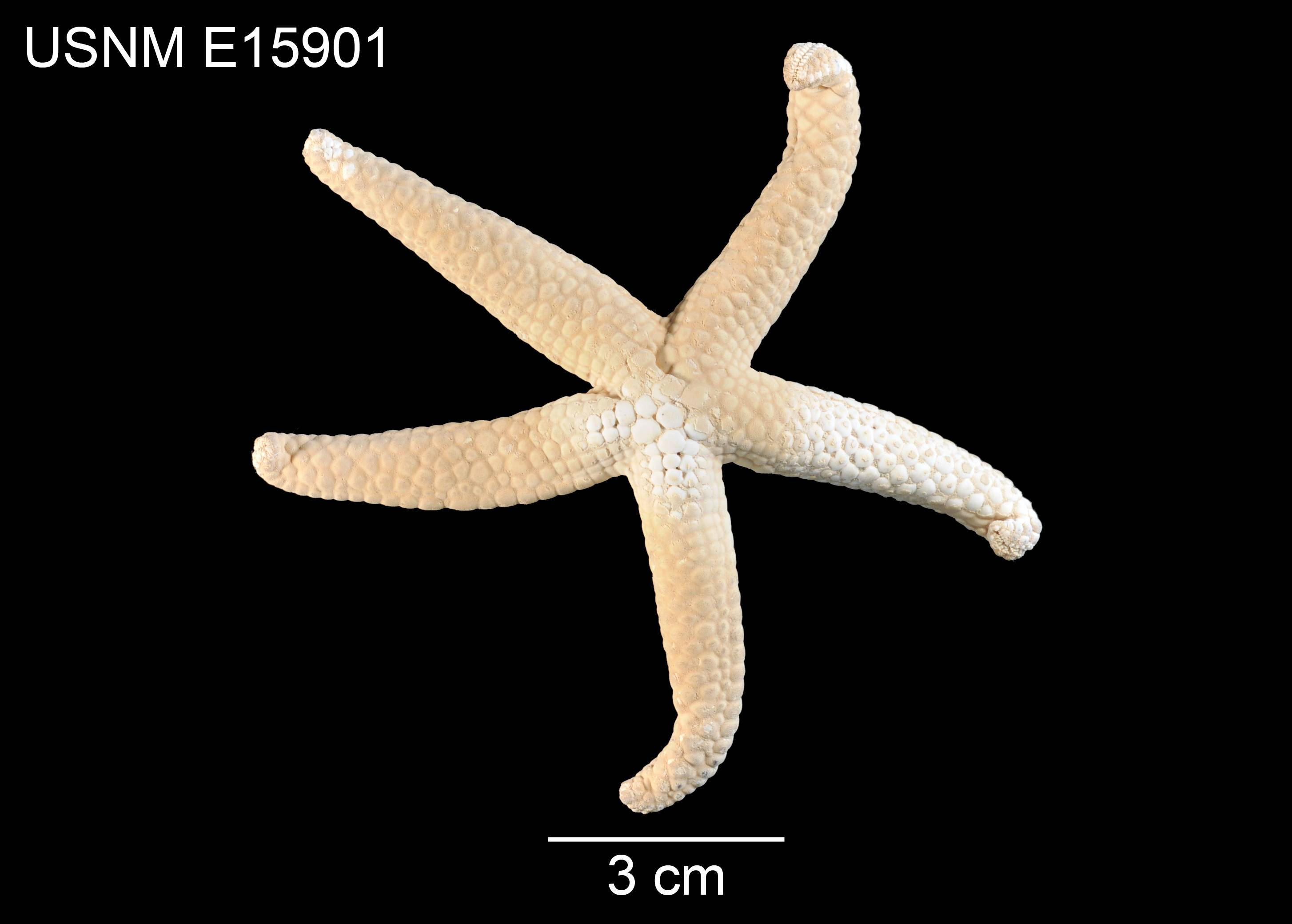
Andora bruuni Rowe, 1977

- Prototrochus bruuni (Hansen, 1956) （キクモンナマコ科）
- Andora bruuni Rowe, 1977 （ホウキボシ科）

魚類

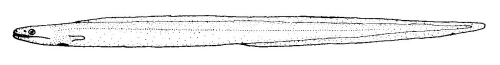
Histiobranchus bruuni Castle, 1964

- Monognathus bruuni Bertin, 1936 （タンガクウナギ科）
- Histiobranchus bruuni Castle, 1964 （ホラアナゴ科）
- Hygophum bruuni Wisner, 1971 （ハダカイワシ科）
- Barathronus bruuni Nielsen, 1969 （ソコオクメウオ科）
- Cataetyx bruuni (Nielsen & Nybelin, 1963) （フサイタチウオ科）
- Gyrinomimus bruuni Rofen, 1959 （クジラウオ科）
- Polyipnus bruuni Harold, 1994 （ムネエソ科）